# Barbara Helwing
Barbara Helwing (* im 20. Jahrhundert) ist eine deutsche Vorderasiatische Archäologin.

## Leben
Barbara Helwing studierte an der Universität Heidelberg Ur- und Frühgeschichte, Vorderasiatische Archäologie und Ethnologie. Nach Lehr- und Denkmalamtsgrabungen in Rheinland-Pfalz, Baden-Württemberg und Österreich sowie Grabungen und Aufarbeitungskampagnen des Deutschen Archäologischen Instituts (DAI) in Tiryns nahm sie seit 1987 jährlich an Grabungen des Heidelberger Instituts in Lidar Höyük und Nevalı Çori teil. 1991 schloss sie das Studium mit einer Magisterarbeit zum Thema Die Keramik aus den frühbronzezeitlichen Gräberfeldern von Titriş, SO-Türkei ab. 1996 wurde sie in Heidelberg mit einer Dissertation zum Thema Die spätchalkolithische Keramik aus Hassek Höyük, SO-Türkei promoviert.
Schon während des Studiums war Helwing von 1987 bis 1991 Hilfskraft am Institut für Ur- und Frühgeschichte der Universität Heidelberg, von 1992 bis 1995 Wissenschaftliche Angestellte des Forschungsprojektes Frühe Metalle in Mesopotamien, das in Kooperation zwischen dem Institut für Ur- und Frühgeschichte der Universität Heidelberg und dem Max-Planck-Institut für Kernphysik  durchgeführt wurde. Von 1995 bis 2003 war Helwing mit Engin Özgen field director der Ausgrabungen in Oylum Höyük. 1997 wurde sie Dozentin an der Bilkent-Universität in Ankara.
2000 wechselte sie zunächst als Referentin für Iranische Archäologie an das Deutsche Archäologische Institut und wurde später Leiterin der Außenstelle Teheran. Von 2001 bis 2004 übernahm sie die Leitung der deutschen Seite des deutsch-iranischen Gemeinschaftsprojektes in Arisman. Anschließend beteiligte sie sich an iranischen Feldforschungen in Tappe Sialk. 2005 und 2006 führte sie Rettungsgrabungen im Sivand-Stauseegebiet durch. 2008 habilitierte sich Helwing am Institut für die Kulturen des Alten Orients an der Universität Tübingen und lehrte dort für ein Jahr als Privatdozentin. Von 2009 bis 2015 arbeitete sie mit dem interdisziplinären Projekt Ancient Kura in der Republik Aserbaidschan am Kamiltepe. 2016 wechselte Helwing an die Universität Sydney auf den Edwin Cuthbert Hall Chair in Middle Eastern Archaeology und lehrte dort bis 2019. Nachfolgerin beim Deutschen Archäologischen Institut wurde Judith Thomalsky. 2017 kuratierte Helwing die Ausstellung Iran. Frühe Kulturen zwischen Wasser und Wüste in der Bundeskunsthalle in Bonn. Seit März 2019 ist Barbara Helwing Direktorin des Vorderasiatischen Museums der Staatlichen Museen zu Berlin.
Barbara Helwing ist Ordentliches Mitglied des Deutschen Archäologischen Instituts. Im April 2021 hat die Gemeinsame Wissenschaftskonferenz von Bund und Ländern sie als neues Mitglied in den Rat für Informationsinfrastrukturen berufen. Sie verstärkt dort den Bereich der Einrichtungen der wissenschaftlichen Informationsinfrastrukturen.

## Schriften (Auswahl)
- Hassek Höyük II. Die spätchalkolithische Keramik (= Istanbuler Forschungen Band 45). Wasmuth, Tübingen 2002, ISBN 3-8030-1766-1
- mit Harald Hauptmann, Joachim Lutz, Uwe Müller, Michael Müller-Karpe. Ernst Pernicka: Die Metallindustrie in Mesopotamien bis zum Zweiten Jahrtausend v. Chr. (= Orient-Archäologie, Band 3). Leidorf, Rahden 2004, ISBN 3-89646-633-X
- mit Abdolrasool Vatandoust, Hermann Parzinger (Hrsg.): Early mining and metallurgy on the Western Central Iranian Plateau. The first five years of work. (= Archäologie in Iran und Turan Band 9). von Zabern, Mainz und Darmstadt 2011, ISBN 978-3-8053-4342-8
- mit Patricia Rahemipour (Hrsg.): Tehran 50. Ein halbes Jahrhundert deutsche Archäologen in Iran. Eine Ausstellung des Deutschen Archäologischen Instituts in Zusammenarbeit mit dem Museum für Islamische Kunst, Staatliche Museen Berlin, 2. Dezember 2011 bis 4. März 2012 im Pergamonmuseum, Museumsinsel Berlin, aus Anlass des fünfzigjährigen Bestehens der Außenstelle Teheran des Deutschen Archäologischen Instituts  (=  Archäologie in Iran und Turan Band 11). von Zabern, Mainz und Darmstadt 2011, ISBN 978-3-8053-4506-4
- mit Tevekkül Aliyev, Bertille Lyonnet, Farhad Guliyev, Svend Hansen, Guram Mirtskhulava (Hrsg.): New Research on the Later Prehistory of the Southern Caucasus (= Archäologie in Iran und Turan Band 16). Reimer, Berlin 2017, ISBN 978-3-496-01580-2.
- (Hrsg.): Iran – frühe Kulturen zwischen Wasser und Wüste. Hirmer, München 2017, ISBN 978-3-7774-2809-3.